# 议会 (赤道几内亚)
议会（西班牙語：Parlamento）是赤道几内亚的国家立法机关。议会实行两院制，由参议院和众议院组成。每届议会任期5年。2013年以前，议会实行一院制，称人民代表院。
1. ↑  包括由总统任命的十五名未选派代表。